# チャンピオンソフト
株式会社チャンピオンソフト（英: CHAMPION SOFT Co.,Ltd.）は、大阪府大阪市北区に本社を置くパソコンゲームの開発・販売を主な事業内容とする日本の企業。
現在はブランド名「アリスソフト」として活動している。
休止中のブランド「Alice Blue」も含めた、両ブランドの開発スタッフは、同社の社員である。

## 沿革
- 1983年（昭和58年）
  - 1月 - 奈良県橿原市にチャンピオンソフト設立。
  - 3月 - 株式会社チャンピオンソフトとして法人化。
- 1989年（平成元年）
  - 4月 - ブランド「アリスソフト」発足。
  - 7月 - 『Rance』・『Intruder -桜屋敷の探索-』でデビュー。
- 1990年（平成2年）10月 - ユーザークラブ発足。
- 1995年（平成7年）4月 - 本社を大阪府大阪市北区天満三丁目12番3号ハニービルに移転。
- 2003年（平成15年）4月15日 - 「配布フリー宣言」発表。
- 2006年（平成18年）春 - 東京事務所開設。
- 2014年（平成26年）夏 - 東京事務所閉鎖。

## 概要

### チャンピオンソフト設立
白木善喜はサラリーマンを勤めていたが、脱サラをしてゲーム制作への道を決意する。1983年（昭和58年）1月に株式会社チャンピオンソフトを設立し、自らが社長に就任し、制作も手がけた。設立当初、販売は「エヌ.ティ.エル産業株式会社」が行っていたが、後に「チャンピオンソフト販売株式会社」が行うことになる。設立当時、白木善喜が自ら制作したソフトを月1回のペースで発売していた。
当時のチャンピオンソフトは全年齢対象ソフトの制作・販売が主であり、性表現を主とするゲームは『アタックひろこちゃん』などと少数であった。
また、当時としては珍しく、商品広告に記載された人材募集欄には版権料や著作権使用料についての言及があった。
ライターの佐々木潤は初期に発売されていたソフトの一つである「人生シミュレーションゲーム」シリーズの広告にある「1部上場企業で約20年間企画・スタッフ畑を歩んできた人生経験豊富な作者ならではの異色作」という売り文句にふれ、「初期の頃から作品の毛色が変わっているという自覚があったようだ。」と推測している。
設立と同年にファミリーコンピュータが登場して全年齢対象ソフトの市場は家庭用ゲーム機に奪われることになる。これによりパソコンゲーム制作会社各社は選択を迫られることになった。
ドラゴンクエストシリーズで知られる『エニックス』、ファイナルファンタジーシリーズの『スクウェア』(共に現：スクウェア・エニックスの前身)などは、パソコンゲームから家庭用ゲームに事業を移していった。一方で、チャンピオンソフトは家庭用ゲームでは販売がされていない、アダルトゲームに絞って展開していくことでその復活を図った。

### アダルトゲーム中心へ
アダルトゲームへと制作の中心を移していったチャンピオンソフトは様々な試みを試すことになる。1986年（昭和61年）5月、フロッピーディスクと雑誌がセットになったディスクマガジン、『GRAPHICアイドル情報誌 ZETA』を創刊。バーチャルアイドルの先駆けの作品となった作品で、架空のアイドルを創出し、そのアイドルのプロフィールやグラビアを公開するというものであった。5号の定期創刊を経て完結した。『ZETA』の編集には、「アリスソフト」で活躍することになる、YUKIMI（当時の名前は「はかせ」）やとりなどもいた。
1987年（昭和62年）、後に「アリスソフト」において『ランスシリーズ』・『闘神都市シリーズ』といった看板作品を生み出すTADAが入社し、同年美樹ちゃんシリーズ第2弾『Little PRINCESS』で初めて作品を手がけることになる。もっとも『Little PRINCESS』は、美樹ちゃんシリーズ第1弾『LEMONADE創刊号 さらわれた美樹ちゃん』のMSXへの移植改造作業であり、TADAの正式な初プロデュース作品ではなかった。1988年（昭和63年）、続編の美樹ちゃんシリーズ第3弾『Little Vampire』を制作し、これがTADA初のプロデュース作品となった。

### アリスソフト設立
翌年の1989年に、株式会社チャンピオンソフトはパソコンゲーム制作ブランド「アリスソフト」を設立。関係者の一人であるTADAによると、1987年頃に当時の社長がアダルトゲームの開発をやめて別路線のソフトを作ることを各方面に宣言してしまったため、アダルトゲームの開発を別ブランドで行う必要があったとされている。
これ以降、同社の制作スタッフはアリスソフト名義でゲームソフトを制作・発表することとなり、チャンピオンソフト名義が使用されることはなくなった。また、1990年代に女性向けゲーム制作ブランド「Alice Blue」を設立したが、2004年（平成16年）7月16日に「ハイリスク・そこそこリターン」の採算状況を見直すために活動を休止した。
アリスソフトはブランド名であるため、アリスソフト名義での活動による売上や経費は、全て株式会社チャンピオンソフトとして計上される。
創業者の白木善喜は社長を退き会長に就任、現社長は善喜の長男である白木慶喜が継いでいる。

## 配布フリー宣言
アリスソフトにおいては配布フリー宣言の対象になった過去作品の表紙・マニュアル・ソフト本体が、無料で配布できることになっている。チャンピオンソフトの頃に制作した作品もその一部は配布フリー作品に入っている。『Little PRINCESS』・『Little Vampire』・『学園戦記』の3つが配布フリー作品になっている。美樹ちゃんシリーズ第1弾『さわらわれた美樹ちゃん』を始め、チャンピオンソフトの頃に作られたその他の大部分の作品は今のところ配布フリー宣言がされていない。
上記の3つを除いたチャンピオンソフトの作品については、今のところ中古で手に入れるしか方法がないが、かなり古い作品のためほとんど流通しない。流通しても高価であるため、手に入れることは困難である。なお、『ウェディングレース』については、Oh!FM'83年春号(創刊第2号)にFM-7版のプログラムリストが掲載されている。

## 作品
アリスソフト移行後の作品については、「アリスソフト」を参照。

### ゲーム
- 「ザ」シリーズ
  - ザ・パドック
  - ザ・プラネタリウム
  - ザ・サクセスマン
  - ザ・スターズ
  - ザ・プロボウリング
  - ザ・プロボクシング
  - ザ・競馬

- 「美樹ちゃん」シリーズ
  - さらわれた美樹ちゃん
  - Little PRINCESS
  - Little Vampire

- 「慶子ちゃん」シリーズ
  - 慶子ちゃんの秘密
  - その後の慶子ちゃん 看護婦編
  - その後の慶子ちゃん OL編
  - その後の慶子ちゃん 新妻編

- 「フェアリーズレジデンス」シリーズ
  - フェアリーズレジデンス
  - フェアリーズレジデンス クラブ編
  - フェアリーズレジデンス SF編
  - フェアリーズレジデンス 芸能界編
  - フェアリーズレジデンス 学園編

- 「プレイメイト」シリーズ
  - プレイメイト アフタヌーン
  - プレイメイト カリフォルニアウィンドウ
  - プレイメイト フラワーナイト

- アタックひろ子ちゃん
- 国盗りゲーム(コンバット４７)
- 天国と地獄(ウェディングレース)
- 売上倍増大作戦(コンピュータウォーズ)
- 夢のマイホーム
- カーチェイサー
- ジャンピングクロス/Jumping Cross
- タイムパトロール/Time Patrol
- 囲碁道場
- マップ-47
- 熱戦甲子園
- 食料パニック
- Dr.麻酔科医
- 桃太郎
- 浦島太郎
- スパイ-0011/SPY-0011
- スペーシーワンダー
- ファラオの呪い
- オルリー空港殺人事件
- 鬼厳城
- ノーザンコンボイ
- 大相撲
- 四次元少女リディア
- 詰将棋
- 詰碁
- カタストロフィー
- クレイジーハウス
- シャッター＆シャッター
- クラッシュボール
- ペルセウス洋上の殺意
- 加藤正夫の実戦定石200
- 囲碁名局精選集85年度版(85年
- 碁盤
- がんばれ！ 美樹ちゃん
- ポップレモン/POP LEMON
- 幻夢の城
- ラブリーギャル/ラブリーGAL
- ラブチェイサー/Love Chaser
- Hello!麻衣子
- 詰碁120
- エグゼクティブへの道
- はじめてのテーブルマナー
- 女性社員を活かす法
- ミスティ/MISTY
- ちょっと名探偵
- 天女伝説
- シャドウハンター
- 学園戦記
- タウヒード

### 書籍
- 『GRAPHICアイドル情報誌 ZETA』全5号
- 『OMEGA』全3号
- 『LEMONADE』全2号

## 社員・スタッフ
取締役もしくはチャンピオンソフト時代の主なスタッフのみ記述。アリスソフト移行後のスタッフについては、「アリスソフト」を参照。
代表取締役社長
- 白木善喜

シナリオ
- TADA、鳥（とり）

キャラクターデザイン・原画
- はかせ（YUKIMI）

グラフィッカー
- ひでSAN、KAORI

音楽
- 笹井隆司

プログラム
- WAO、しげ

業務部
- ヨシタカ